# Eduard Rottmanner
Eduard Rottmanner (Munich, 2 septembre 1809 – Spire, 4 mai 1843) est un compositeur et organiste allemand.

## Biographie
Rottmanner est le cousin du poète allemand, philosophe et homme politique, Karl Rottmanner et le petit-neveu de l'avocat Simon Rottmanner. Il étudie l'orgue et la composition avec Joseph Graetz et Kaspar Ett. En 1828, il entre à l'Université de Munich où il étudie la philosophie, la logique, l'histoire, la physique et les statistiques, mais poursuit ses leçons de musique en privé et détient plusieurs postes d'organiste dans plusieurs églises de Munich, notamment à la Bürgersaalkirche, la Herzogspitalkirche (Sainte Élisabeth) et l'église Saint-Michel de Munich. En 1839, il est nommé organiste de la Cathédrale de Spire, poste qu'il occupe jusqu'à sa mort, quatre ans plus tard